# Filipe I de Saboia
Filipe I de Saboia, nasceu em 1207  e morreu no Castelo do Rossilhão, em Bugey, em  1285. Bispo na Catedral de Valência entre 1241 e 1267, arcebispo de Lyon entre 1246 e 1267, foi depois conde de Borgonha de 1267 a 1279  e Conde de Saboia, de Aosta e da Maurienne entre 1268 e 1285.
Também dedicado à vida eclesiástica, como o seu irmão Pedro II, mas com mais de 50 bens na Saboia, Flandres, França e Inglaterra, abandona a vida religiosa  para poder suceder-lhe. Conde de Saboia desde a morte do seu irmão, recebe as homenagens pelos protecturados de Berna, Nyon et Morat, todos na Suíça. No entanto, e apesar do tratado que Genebra havia feito com o conde Tomás I de Saboia, o  capítulo da cidade e o bispo decidem de se aliar ao conde de Genebra (?), o que trará graves consequências no futuro.

## Sucessão
Para resolver os problemas de sucessão - casou-se em 1267 com a condessa de Borgonha mas não teve filhos - Filipe deixa a decisão da Saboia ao rei Eduardo da Inglaterra, seu segundo sobrinho, e à mãe deste. A sobrinha de Filipe, a rainha Eleanor tomaria as decisões necessárias. A sucessão de Filipe I foi para o seu sobrinho Amadeu V, irmão de Tomás I de Saboia 